# Sora no Woto
Sora no woto (jap. ソ・ラ・ノ・ヲ・ト) – seria anime wyprodukowana przez A-1 Pictures oraz Aniplex w reżyserii Mamoru Kanbego. 12 odcinków zostało premierowo wyemitowanych w TV Tokyo w okresie między 4 stycznia a 22 marca 2010 roku, równocześnie seria była udostępniana na platformie Crunchyroll. Adaptacja w formie mangi z ilustracjami Yagi Shinby była wydawana w magazynie Dengeki Daioh od stycznia 2010 roku. Gra komputerowa pod tytułem Sound of the Sky: Maiden Quintet autorstwa studia Compile Heart na PlayStation Portable ukazała się 27 maja 2010 roku. 

## Fabuła
Historia ma miejsce w fikcyjnym post-apokaliptycznym świecie, w którym po wielkiej wojnie ludzkość została cofnięta w rozwoju technologicznym do poziomu z pierwszej połowy XX wieku. Młoda dziewczyna Kanata Sorami po wysłuchaniu granego przez nieznanego trębacza armii Helvetii utworu Amazing Grace decyduje się dołączyć do armii właśnie jako trębacz. Po zapisaniu się zostaje przydzielona do 1121 plutonu stacjonującego w mieście Seize (inspirowanym hiszpańską Cuencą) w Helvetii, gdzie poznaje podporucznik Filicię Heideman, starszą sierżant Rio Kazumiyę oraz resztę stacjonujących tam dziewczyn. Razem z nimi dzieli służbę i poznaje swój nowy fach. 

## Postacie
Kanata Sorami (jap. 空深 彼方 Kazumiya Rio)
Seiyū: Hisako Kanemoto 
Zainspirowana nieznanym trębaczem, 15-letnia Kanata dołącza do 1121 plutonu, by rozpocząć własną przygodę z muzyką. Mimo posiadania słuchu absolutnego początkowo gra szła jej bardzo ciężko, jednak z czasem znacznie się poprawiła. Jest radosna i pełna optymizmu, z werwą wypełnia swoje obowiązki.
Rio Kazumiya (jap. 和宮 梨旺 Sorami Kanata)
Seiyū: Yū Kobayashi 
17-letnia starsza sierżant będąca trębaczką w plutonie, uczy Kanatę poprawnej gry oraz wojskowych sygnałów. Jest poważna i sztywno podchodzi do swoich obowiązków, szczególnie w kontraście do swojej przełożonej. Później okazuje się być przyrodnią siostrą księżniczki Iliyi, drugą w kolejności dziedziczenia rodziny Arkadii. Dołączyła do plutonu przez trudną sytuację z najbliższymi, jednak by zażegnać wojnę z Imperium Rzymskim zdecydowała się wrócić. Pod koniec serii dostaje awans na porucznika.
Filicia Heideman (jap. フィリシア・ハイデマン Firishia Haideman)
Seiyū: Aya Endō 
18-letnia liderka 1121 plutonu w stopniu podporucznika. Ma tendencję do odchodzenia od wojskowej dyscypliny preferując bardziej partnerski styl dowodzenia, co przejawia się między innymi nazywaniem każdego z członków plutonu po imieniu, bez podawania rangi. Jest bardzo miła i życzliwa, dla dziewczyn jest niemal jak druga matka. Przed jej obecną placówką służyła w plutonie czołgów, z którego jest jedyną ocalałą. Pod koniec serii dostaje awans na kapitana.
Kureha Suminoya (jap. 墨埜谷 暮羽 Suminoya Kureha)
Seiyū: Eri Kitamura 
Szeregowa i strzelec w plutonie, jest najmłodsza ze służących w nim dziewczyn. Ma 14 lat. Bardzo poważnie podchodzi do rozkazów i swojej służby. Jej rodzice zmarli, gdy była małym dzieckiem i zna ich jedynie z opowieści innych ludzi. Ojciec Kurehy był szanowanym dowódcą czołgu; z tego powodu pała ona wielką sympatią do majora Clausa wierząc, iż jest on słynnym pustynnym wilkiem.
Noël Kannagi (jap. 寒凪 乃絵留 Kannagi Noeru)
Seiyū: Aoi Yūki 
15-letnia pilot i mechanik plutonu w stopniu kaprala. Nocami naprawia znajdujący się na terenie koszar czołg plutonu o nazwie Takemikazuchi będący reliktem poprzedniej, zaawansowanej technologicznie epoki. Z tego powodu jest niemal ciągle zmęczona i nierzadko zasypia podczas wykonywania obowiązków za dnia lub w trakcie innych zajęć. Nie lubi się socjalizować. Według pogłosek była poprzednio jednym z genialnych naukowców pracujących dla Akademii Helweckiej nad bronią biologiczną o nazwie niewidzialny żniwiarz. Z powodu jej zabójczej skuteczności w Imperium Rzymskim nosi przydomek wiedźma z Helvetii.
Yumina (jap. ユミナ)
Seiyū: Misato Fukuen 
Zakonnica z lokalnego kościoła opiekująca się sierotami. Pełni również rolę pielęgniarki pomagając mieszkańcom w razie potrzeby. Zna płynnie język Imperium Rzymskiego (którym jest współczesny język niemiecki).
Claus (jap. クラウス Kurausu)
Seiyū: Unshō Ishizuka 
Oficer w randze majora, jest gońcem i przyjacielem 1121 plutonu. Przez Kurehę jest mylnie uważany za pustynnego wilka – słynnego czołgistę znanego ze swojej odwagi i poświęcenia.
Naomi (jap. ナオミ)
Seiyū: Mayuno Yasukawa 
Właścicielka sklepu z artykułami szklanymi. Pomaga plutonowi w części nielegalnych przedsięwzięć, takich jak nielegalna destylarnia.
Mishio (jap. ミシオ)
Seiyū: Mayuko Takahashi 
Sierota będąca pod opieką siostry Yuminy. Bardzo uważa na to, kto czesze jej włosy, gdyż przypomina jej to czesanie przez mamę.
Seiya (jap. セイヤ)
Seiyū: Mana Hirata 
Osierocony chłopiec, również pod opieką siostry Yuminy. Nienawidzi żołnierzy obwiniając ich o śmierć swoich rodziców, jednak z czasem jego stosunek do nich się zmienia.
Iliya Arkadia (jap. イリア・アルカディア Iria Arukadia)
Seiyū: Ryōko Ono 
Pierwsza księżniczka arcyksięstwa Arkadii, przyrodnia siostra Rio. Zmarła dwa lata przed wydarzeniami z serii. Była trębaczem w swoim oddziale, znanym ze swoich interpretacji utworu Amazing Grace, który inspirował 1121 pluton.
Aisha Aldola (jap. アーイシャ・アルドーラ Āisha Arudōra)
Seiyū: Nami Miyahara 
Zwiadowca armii Imperium Rzymskiego, znaleziona ranna i nieprzytomna przez Kanatę i Kurehę w trakcie ich wspólnego patrolu. Mimo bariery językowej i wrogiego pochodzenia udało jej się zaprzyjaźnić z członkami plutonu. W przeszłości przeżyła atak broni biologicznej, nad którą pracowała Noël.
Shuko (jap. シュコ)
Północna sowa białolica znaleziona przez dziewczyny z plutonu będąca maskotką oddziału. Według plotek należała poprzednio do księżniczki Iliyi.
Hopkins (jap. ホプキンス Hopukinsu)
Seiyū: Naoya Uchida 
Pułkownik armii Helvetii, znany też jako demon z Vingt. Chce sprowokować konflikt z Imperium Rzymskim przez egzekucję Aishy.

## Media

### Manga
Przed wydaniem anime, w okresie między styczniem 2010 a czerwcem 2011 roku ukazywała w magazynie Dengeki Daioh adaptacja w formie mangi ilustrowana przez Yagi Shinbę. Historię do niej napisał Paradores, który przygotował koncept dla całej serii. Wydano zbiorczo dwa tankōbony. 

### Anime
Sora no Woto jest debiutanckim projektem Anime no Chikara – wspólnego projektu departamentu anime telewizji TV Tokyo oraz studiów Aniplex i A-1 Pictures, którego celem było wyprodukowanie nowych oryginalnych serii anime. Odcinki ukazywały się w Japonii w TV Tokyo między 5 stycznia, a 22 marca 2010 roku, były również udostępniane na platformie Crunchyroll. Producentem serii jest Aniplex, za animację odpowiadało A-1 Pictures, a reżyserem był Mamoru Kanbe. Scenariusz przygotował Hiroyuki Yoshino na bazie oryginalnego konceptu Paradoresa. Projektem postaci zajął się Toshifumi Akai wzorując się na pochodzących z mangi wzorów Mela Kishidy. Za udźwiękowienie odpowiedzialna była kompozytorka Michiru Ōshima. Pierwsze wydanie serii na DVD i Blu-Ray zawierające dwa początkowe odcinki ukazało się w Japonii 24 marca 2010 roku w dystrybucji Aniplex. Dwa odcinki OVA ukazały się w czwartym i siódmym wydaniu płytowym odpowiednio 23 czerwca i 22 września 2010 roku. W trakcie Anime Expo z 2020 roku dystrybutor Right Stuf Inc. ogłosił nabycie licencji na anime. Wydali oni serię zbiorczo 5 lipca 2011 roku. Także podczas AmeCon 2010 europejski dystrybutor Beez Entertainment ogłosił nabycie licencji na dystrybucję serii. 
W serii są obecne dwa motywy muzyczne. Czołówką jest „Hikari no senritsu” (jap. 光の旋律; lit. „Melodia światła”) w wykonaniu zespołu Kalafina, a singiel został wydany 20 stycznia 2010 roku przez Sony Music. Tyłówką jest „Girls, Be Ambitious” śpiewane przez Harukę Tomatsu i wydane 27 stycznia 2010 przez Music Ray'n. Kompletna ścieżka dźwiękowa anime została wydana 24 marca 2010 roku przez Aniplex. 

### Gra komputerowa
Komputerowa gra muzyczna bazująca na anime została wyprodukowana przez studio Compile Heart i otrzymała tytuł Sound of the Sky: Maiden Quintet (jap. ソ・ラ・ノ・ヲ・ト 乙女ノ五重奏 So Ra No Wo To Otome no Kuintetto). Została wydana na platformę PlayStation Portable 27 maja 2010 roku. Wprowadzała dodatkową bohaterkę, Kyrie Kuon (jap. 九音 綺莉重 Kuon Kirie), której głosu użyczyła Marina Inoue.